# Raquel Alonso Hernández
Raquel Alonso Hernández (Valladolid, 11 d'abril de 1991) és una arquitecta i política espanyola, diputada pel Partit Popular al Congrés durant la XII legislatura.

## Biografia
És arquitecta per l'Escola Tècnica Superior de la Universitat de Valladolid i va cursar l'especialitat d'urbanisme, desenvolupament urbà i desenvolupament arquitectònic a la Universitat d'Hamburg. Posseeix també un grau mitjà de Música, especialitat piano, cursat en un conservatori privat. Professionalment treballa com a arquitecta en una empresa val·lisoletana. En l'àmbit polític, és regidora a l'Ajuntament d'Alaejos i, des de novembre de 2016, és diputada per Valladolid al Congrés, la més jove de la Cambra baixa, en substitució de Tomás Burgos després de la renúncia d'aquest al seu escó.